# فراتر از یک شک معقول
فراتر از یک شک منطقی (به انگلیسی: Beyond a Reasonable Doubt) یک فیلم سینمایی آمریکایی در ژانر فیلم جنایی محصول سال ۲۰۰۹ است. این فیلم بازسازی فیلم فراتر از یک شک معقول (فیلم ۱۹۵۶) است که توسط فریتز لانگ ساخته شده‌است. نویسندگی، کارگردانی و فیلم‌برداری توسط پیتر هایمز انجام شده‌است. در این نسخه جدید بازیگرانی همچون جسی متکالف، مایکل داگلاس و امبر تمبلین به نقش‌آفرینی پرداختند.
فیلمبرداری این اثر در فوریه سال ۲۰۰۸ شروع شد.

## بازیگران
- جسی متکالف در نقش کریستوفر جان
- امبر تمبلین ... اللا کریستال
- مایکل داگلاس ... مارک هانتر
- ژول دیوید مور ... کوری فیلیلی
- اورلاندو جونز ... بن نیکرسون

## داستان
نویسنده‌ای قصد دارد فساد یک بازپرس قضایی را بر ملا سازد اما نقشه اش در اثر حادثه ای بهم می‌ریزد.